# In My Country
In My Country ist ein Filmdrama aus dem Jahr 2004 mit Samuel L. Jackson und Juliette Binoche in den Hauptrollen. Regisseur John Boorman thematisiert in seinem Film die Zeit, die unmittelbar nach dem Ende der Apartheid, die ihre Hochphase in den 1940er- bis 1980er-Jahren erlebte und 1994 endete, das Land erschütterte.
Das Drehbuch basiert auf Antjie Krogs halb-fiktionalem Sachbuch Country of My Skull über die südafrikanische Wahrheits- und Versöhnungskommission.

## Handlung
Oranje-Freistaat, Südafrika, Weihnachten 1995: Die Weißen seien zum Abschuss freigegeben, meint der Vater der Afrikaans-Dichterin Anna Malan, als Schwarze auch in dieser Nacht zum wiederholten Male ihre Ranch angreifen, um ihr Vieh freizulassen. Anna befürwortet die Veränderung und hält es für richtig, dass die Apartheid beendet wurde. Als Moderatorin für den Hörfunk nimmt sie an einer Pressekonferenz teil. Dort fällt ihr ein dunkelhäutiger Reporter der Washington Post durch seine unversöhnliche Haltung besonders auf. Bei der Anhörung, in der schwarze Mitbürger ihre Geschichte erzählen, trifft Anna den Mann wieder, er stellt sich als Langston Whitfield vor. Eine Mutter erzählt, dass man ihrem Sohn die Hände abgehackt habe, eine andere weiß bis zum heutigen Tag nicht, was mit ihrem Sohn passiert ist. Ein Mann klagt, dass man ihm die Genitalien mit Draht umwickelt, ihn nass gemacht und dann unter Strom gesetzt habe. Derjenige, der das getan hat, führt zu seiner Entschuldigung an, dass man ihm sonst seine Pension gestrichen hätte. Auch andere Täter versuchen sich damit zu rechtfertigen, dass sie schließlich nur Befehle ausgeführt hätten. Die Grausamkeit dessen, was die Menschen schildern, ist nur schwer zu ertragen.
Über Dumi Mkhalipi, der Anna vom Sender als Mädchen für alles zugeteilt worden ist, erhält Whitfield Kontakt zu Colonel De Jager, einem berüchtigten Folterer während der Apartheid. Er erklärt dem Journalisten, dass er nur getan habe, was eben habe getan werden müssen. „Inklusive Folter?“, will Whitfield wissen, „korrekt“, lautet die Antwort. Man habe weit draußen Ausbildungslager für Askari eingerichtet. Ein Askari sei jemand, der seine Kameraden verraten habe. Man habe ihn solange gefoltert, bis man ihn dazu gebracht habe, die Seiten zu wechseln. Askari seien die besten Killer gewesen, weil sie zuvor ihre Seele verkauft hätten. „Wenn man sich selbst verachtet, wird es viel leichter, andere zu verachten“, fügt De Jager erklärend hinzu.
Die Berichte Betroffener werden mit Annas Stimme über den Rundfunk im ganzen Land verbreitet. Whitfield hingegen ist erbost, dass die Berichte, die er an die Washington Post schickt, nur im hinteren Teil der Zeitung einen Platz finden. Der Anruf einer Frau, die Anna aufgrund ihrer Reportagen vertraut, führt dazu, dass man sich in die Berge begibt, wo die Tochter der Frau sich zuletzt aufgehalten haben muss. Dort findet man nur noch ein Skelett. Später erfährt Whitfield von De Jager, dass die junge Frau Informationen nicht preisgegeben habe, selbst dann nicht, als sie sich den Männern über drei Tage völlig nackt präsentieren musste und man sich an ihr vergangen habe. Sie sei selbst im Angesicht des Todes stark geblieben.
Auch Weiße berichten der Kommission von Gräueltaten. Ein Familienvater erzählt, dass man gezwungen gewesen sei zur Waffe zu greifen, da immer wieder Angriffe durch Schwarze erfolgt seien. Das habe auch dazu geführt, dass man aus Sicherheitsgründen meist im Konvoi gefahren sei. Bei einer solchen Fahrt habe er mit ansehen müssen, wie das vorausfahrende Auto seiner Frau, in dem sich auch sein dreijähriger Sohn befunden habe, über eine ausgelegte Landmine gefahren sei. Von seiner Frau und seinem Sohn sei so gut wie nichts übrig geblieben. Pieter, ein kleiner Junge, musste den Mord an seinen Eltern mit ansehen und spricht seitdem kein Wort mehr. Totenstille herrscht im Saal, als er dem Mörder seiner Eltern, der ihn um Verzeihung bittet, umarmt. Auch der als Ubuntu bekannte alte Mann hat Schlimmes zu berichten. Unter seinen schwarzen Freunden hochgeehrt, lebt er ihnen vor, dass nur Versöhnung das Land weiterbringe. Auch Whitfield ist von ihm zutiefst beeindruckt und nimmt gerührt den Stock in Empfang, den der alte Mann ihm mit der Bitte schenkt, über seine Worte nachzudenken.
Wieder bei De Jager, hat Whitfield genug von dem Mann, der keinerlei Mitgefühl zu kennen scheint und ihm auch noch erzählt, dass er es manchmal gar nicht habe erwarten können, wieder loszuziehen, um „schwarze Kaffer“ zu erledigen. Angeekelt bemerkt Whitfield: „Wissen Sie, wer Sie davor schützt, dass ich sie nicht umbringe? Ein alter schwarzer Mann mit einem Stock und eine weiße Frau, die Ihre Schuld und Schande auf sich genommen hat.“ Als er sich zum Gehen wenden will, rückt De Jager doch noch mit einer interessanten Information heraus. Er könne beweisen, dass die damals Mächtigen genau gewusst hätten, was im Land ablief. Er verweist auf eine Farm, zu der fast jedes Wochenende Generäle und sonstige Entscheidungsträger aus Pretoria gekommen seien, um sich zu amüsieren. Zusammen mit Anna schaut Whitfield sich diese Farm des Grauens an, die über alle nur möglichen Folterwerkzeuge verfügt.
Auf dem Gelände selbst machen sie eine schreckliche Entdeckung, über die dort zahlreich vergrabenen Leichen machen sich Wildschweine her. Die Zeitungen greifen dieses Thema auf und sehen es als erwiesen an, dass hohe Regierungsbeamte in Mord und Totschlag verwickelt sind. De Jager hat damit seine Vorgesetzten erfolgreich bloßgestellt, wird aber selbst angeklagt. Seine Zuversichtlichkeit, dass er unter die Amnestie falle, weicht Fassungslosigkeit, als man ihm dies verweigert und verkündet wird, dass gegen ihn ein Prozess wegen Tötung in 63 Fällen angestrengt wird. Im Gerichtssaal bricht daraufhin Jubel aus. Als Anna von De Jager wissen will, wieso er glauben konnte, das Richtige getan zu haben, hält er der Fassungslosen entgegen, sie solle ihren Bruder fragen. Als sie eine Antwort von ihm will, erwidert er tonlos, er habe Blut an seinen Händen, damit sie alle hätten ruhig schlafen können und hält ihr entgegen: „Du hast es gewusst Anna, wir alle haben es gewusst.“ Kaum hat Anna den Stall verlassen, fällt ein Schuss. Am Tag der Beerdigung ihres Bruders erzählt Annas Mutter ihr, dass sie deren Vater nie von ihrer Liaison in Paris erzählt habe. Doch die Lüge habe ihnen etwas genommen. „Selbst wenn die Wahrheit nicht bekannt ist, Anna, ist ihre Wirkung vorhanden. Keine Lügen mehr Anna, keine Lügen.“
Anna nimmt das zum Anlass, ihrem Mann zu erzählen, dass sie mit Whitfield geschlafen hat, was ihn sehr aufwühlt. Ein letztes Mal trifft sie sich mit dem Journalisten, um sich zu verabschieden. Whitfield wird nur wenig später Zeuge, wie zwei Schwarze Dumi in den Bauch schießen und erklären, man müsse nicht um ihn weinen, er habe zu denen gehört, die damals unter den Verrätern gewesen seien.

## Produktion, Veröffentlichung

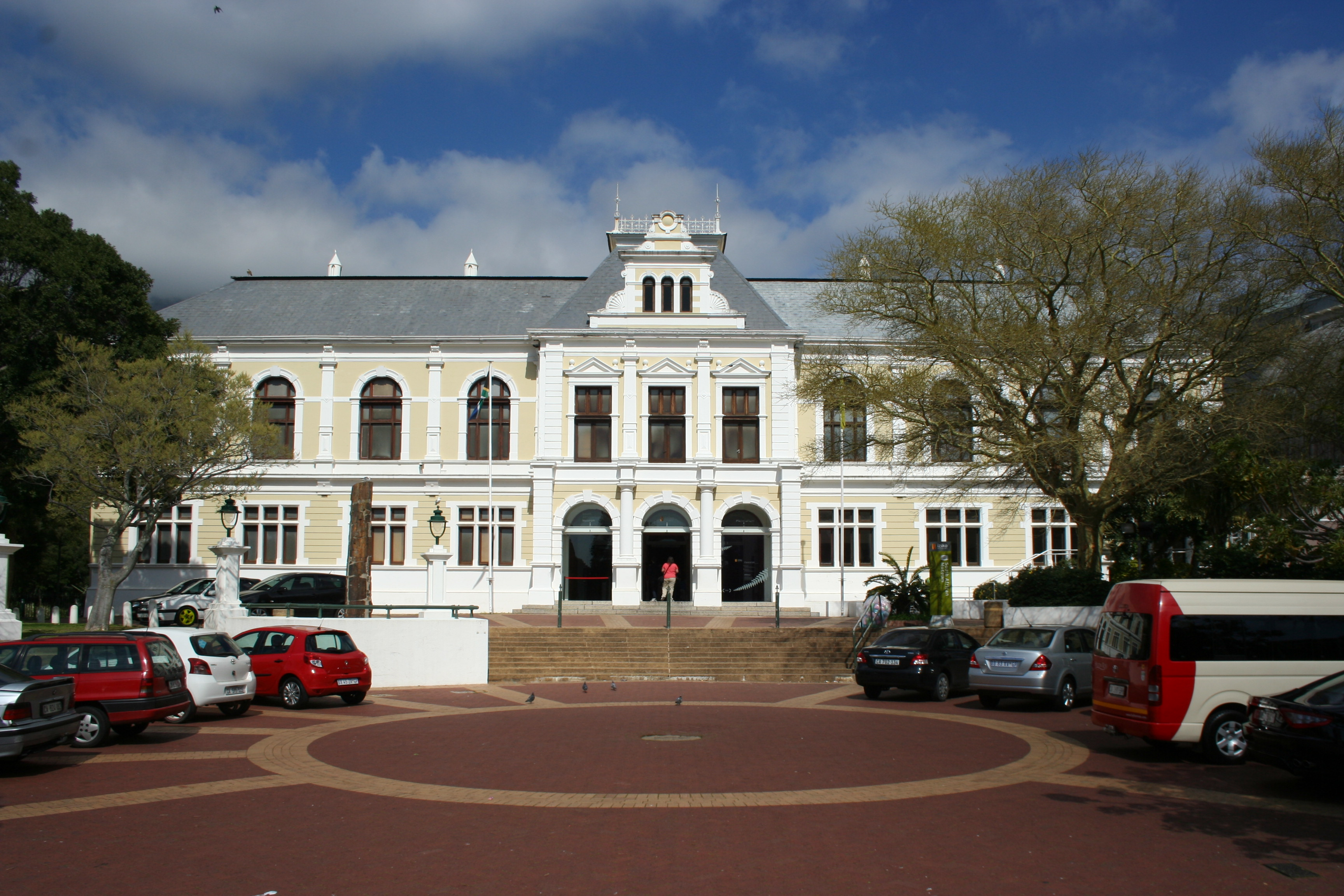
Iziko South Africa Museum – Eingang von den Company Gardens, ein Drehort des Films

Der Film wurde in Südafrika in und um Kapstadt und die Kap-Halbinsel gedreht, so unter anderem auch in Stellenbosch, im Mount Nelson Hotel, in Paarl, in Malmesbury sowie im Iziko South African Museum. Des Weiteren entstanden Aufnahmen in Company’s Garden, in Tuinhuis und am Tafelberg.
Als Produktionsfirmen traten die Chartoff Production, Film Afrika, Film Consortium, Industrial Development Corporation of South Africa, Merlin Films, Phoenix Pictures, Studio Eight Productions sowie UK Film Council in Erscheinung.
Die Synchronisation des Films erfolgte durch die Synchronfirma Hermes Synchron GmbH, Potsdam, Dialogbuch und Dialogregie Hilke Flickenschildt.
Der Film wurde am 7. Februar 2004 auf der Berlinale vorgestellt. Im Jahr 2004 startete er außerdem in folgenden Ländern: Italien, Israel, Frankreich (auf dem Dinard Festival of British Cinema) und in Spanien (auf dem Valladolid International Film Festival). 2005 kam er in den USA wegen Limitierung in ausgesuchte Kinos, des Weiteren lief er in Kanada, Portugal, der Schweiz (deutschsprachige Region), Schweden, Vereinigtes Königreich (Black Filmmaker Magazine Film Festival), Brasilien (Festival do Rio sowie auf dem São Paulo International Film Festival), Mexiko, Australien (auf DVD) und Argentinien (Video-Premiere). In Irland lief er 2006 eingeschränkt an. Vermarktet wurde er außerdem in Ungarn, Polen, Russland und in der Türkei.
Am 6. Dezember 2005 erschien der Film erstmals mit einer deutschen Tonspur auf DVD, herausgegeben von Sony Pictures Home Entertainment.

## Hintergrund
Am Anfang des Films wird Nelson Mandela gezeigt, der sagt: „Niemals, niemals wieder darf es geschehen, dass dieses wunderschöne Land noch einmal die Unterdrückung des Einen durch den Anderen erfährt.“
Vorangestellt wird dem Film folgende Erklärung: „Im Jahre 1994 wurde Südafrikas brutales Apartheid-Regime endlich gestürzt. Im Geist der Aussöhnung boten Präsident Nelson Mandela und seine Mitstreiter jenen Amnestie an, die Menschenrechtsverletzungen begangen hatten, vorausgesetzt sie würden die ganze Wahrheit sagen und könnten nachweisen, dass sie Befehle befolgt hätten. Die Opfer sollten die Chance erhalten, ihre Geschichten zu erzählen und ihren Peinigern gegenüberzutreten. 21.800 Menschen sagten vor der Wahrheits- und Versöhnungskommission aus. Einige von ihren Geschichten werden in diesem Film wahrheitsgetreu erzählt.“
Nachwort im Film: „21800 Opfer erzählten der Wahrheits- und Versöhnungskommission ihre Geschichten. 1.163 Täter erhielten Amnestie. Die Wunden der Apartheid fingen damit an zu heilen.“
Der Begriff Apartheid besagt, dass in der Zeit von 1949 bis 1994 die Politik in Südafrika von der Rassentrennung beherrscht wurde. Die weißen Einwohner des Landes verfügten über alle Rechte, lenkten den Staat und somit auch die Gesetzgebung. Die Nicht-Weißen wurden unterdrückt und unterlagen unzähligen Verboten und Einschränkungen in fast allen Bereichen. Frederik Willem de Klerk, der Südafrika von 1989 bis 1994 regierte, setzte sich für eine Abschaffung der Rassentrennungsgesetze ein. Nelson Mandela wurde der erste schwarze Präsident Südafrikas.

## Soundtrack
| Nr. | Titel – Komponist/Texter – Vortragende(r) |
| --- | --- |
| 1.  | Senzenina – Murray Anderson & Warrick Swinney – Princess Soi-Soi Gqeza, Mxolisi Mayekane, Mandia Lande, Michael Ludonga, Simpiwe Matole & The New Teenage Gospel Choir |
| 2.  | Lizalis’ Idinga – Murray Anderson, Warrick Swinney & Philip King – Princess Soi-Soi Gqeza, Mpho Motheane & The New Teenage Gospel Choir                                |
| 3.  | Kalkbaai – Murray Anderson & Warrick Swinney – Murray Anderson |
| 4.  | General Amnesty – Murray Anderson & Warrick Swinney – Murray Anderson & Noel Eccles                                                                                    |
| 5.  | Mizana – Zukile Malahlana, Bongani Mafumana & Warrick Swinney – Marekta                                                                                                |
| 6.  | Laat My Staan – Murray Anderson & Warrick Swinney – Paul Dirksen & Murray Anderson                                                                                     |
| 7.  | De Aar – Murray Anderson & Warrick Swinney – Paul Dirksen & Murray Anderson                                                                                            |
| 8.  | Uthando – Murray Anderson & Warrick Swinney – Murray Anderson & Orchestra                                                                                              |

## Kritik
Nelson Mandela sagte über die Verfilmung: „Ein wundervoller und wichtiger Film.“
Das Lexikon des internationalen Films bezeichnete die Produktion als „[m]issglücktes Drama“. In seiner Erzählweise gerate der Film in die „Fallstricke des Betroffenheitskinos“ und biete „Klischees“ an. Auch schauspielerisch sei er „enttäuschend“.
Cinema sprach von einer „löbliche[n] Absicht“, doch sei der Film „insgesamt zu aufgesetzt“.
Für Roger Ebert war die Affäre zwischen Whitfield und Malan eher überflüssig. Doch habe der Film auch Szenen unleugbarer Stärke, so beispielsweise dann, wenn sich herauskristallisiere, dass der von Brendan Gleeson gespielte südafrikanische Polizist seine Aufgaben, die aus Folter und Mord bestanden, mit einem Eifer betrieb, der weit über seine beruflichen Anforderungen hinausging. Die Szenen, in denen De Jager und Whitfield sich begegneten, seien stark gespielt. Auch gebe es Momente der echten Emotionen, beispielsweise bei den Aussagen vor dem Untersuchungsausschuss.
Auch Stephen Holden von der New York Times äußerte sich ähnlich hinsichtlich der Affäre zwischen Whitfield und Malan. Auch spiele Juliette Binoche ihre Rolle als Anna ein wenig zu weinerlich. Problematisch sei auch, dass im Film nur ein Bruchteil dessen, was sich während der Apartheid im Land abgespielt habe, zum Tragen kommen könne, es seien dennoch erschütternde Fragmente menschlichen Leids. Das Drehbuch von Ann Peacock begehe den Fehler sich zu sehr an die Geschichte von Antjie Krog anzupassen. Dadurch blieben die Figuren zu schematisch, um sich ihnen emotional nähern zu können.

## Auszeichnungen
- John Boorman war auf den Internationalen Filmfestspielen 2004 für einen Goldenen Bären nominiert.
- Auf der Berlinale 2004 wurde der Film mit dem „Diamond Cinema for Peace Award“ ausgezeichnet.
- John Boorman erhielt außerdem beim Semana Internacional de Cine de Valladolid 2004 eine Nominierung für den Goldenen Spike.
- Von der Political Film Society in den USA wurde der Film 2006 für den PFS Award in der Kategorie „Frieden“ nominiert.